# Ele e Ela
Ele & Ela foi uma revista masculina publicada pela Editora Manchete, empresa que comprou os títulos da antiga Bloch Editores, onde foi editada por mais de trinta anos. Era popular nas décadas de 1970 e 1980.
Sendo, quando editada pela Bloch Editores, uma publicação de uma editora de grande porte, Ele & Ela visava a um público mais sofisticado, embora a revista fizesse mais concessões para o vulgar do que concorrentes como as revistas Playboy, da Editora Abril, e Status, da Editora Três.
Ao contrário da Playboy, Ele & Ela não apresentava frequentemente mulheres famosas posando nuas. Todavia, diversas mulheres que vieram a ser bastante famosas posaram peladas para a revista, dentre elas Xuxa, que posou diversas vezes, Monique Evans, Myrian Rios e Luíza Brunet.
Um dos principais atrativos da revista era a seção de cartas, intitulada Fórum, que depois tornou-se um suplemento destacado da revista, embora fosse vendida com a mesma. No Fórum eram publicadas cartas, onde os leitores narravam suas aventuras e fantasias eróticas.
Em 2019, a versão impressa da Ele & Ela saiu de circulação após 40 anos, devido a problemas financeiros. Porém, o conteúdo continuou disponível em seu site oficial.